# Folha da Tarde (Porto Alegre)
Folha da Tarde foi um jornal brasileiro publicado pela Companhia Jornalística Caldas Júnior em Porto Alegre, de 1936 até 1984.
A Folha da Tarde de Porto Alegre foi dirigida, em seu auge, pelo novelista e jornalista Sérgio Jockymann, que admitiu ter criado, certa vez, para aumentar as vendas, uma história de um crime hediondo que em realidade nunca acontecera. Mas o jornal destacou-se por colunas de opinião que driblavam a censura da ditadura militar, como a de Ivette Brandalise e a do próprio Jockymann. Até mesmo um colunista que não existia de verdade foi criado, para que pudesse ser ousado em suas alfinetadas.
A edição de sábado da Folha da Tarde gaúcha vinha com o caderno "Lazer&Utilidades".